# Strathmore (Kalifornia)
Strathmore – jednostka osadnicza w Stanach Zjednoczonych, w stanie Kalifornia, w hrabstwie Tulare.